# Liste der polnischen Botschafter in den Vereinigten Staaten

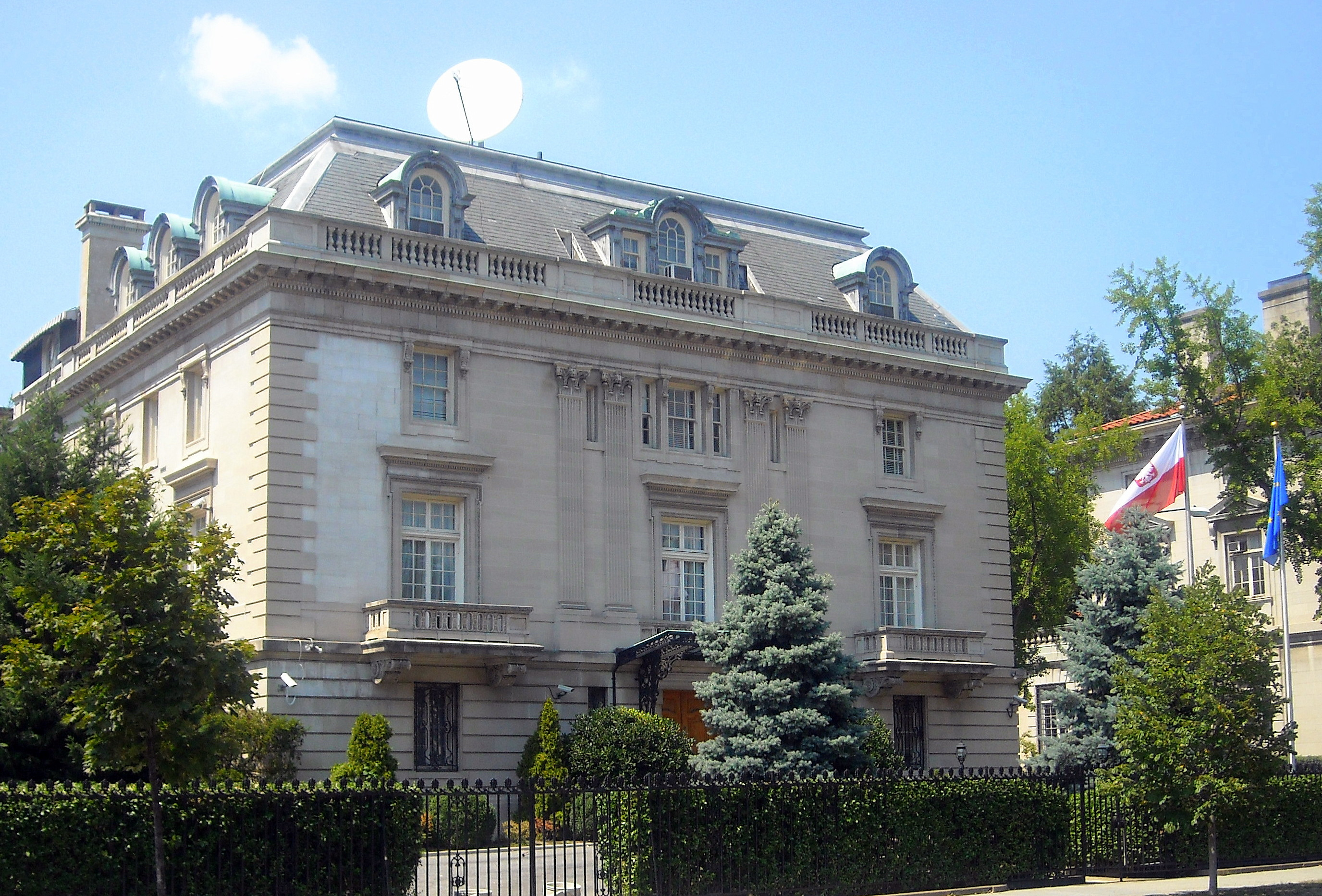
Die polnische Botschaft befindet sich in der 2640 16th Street NW, Washington, D.C.

| Ernannt       | Akkreditiert  | Name                   | Bemerkungen | ernannt während der Regierung von | akkreditiert während der Regierung von | Posten verlassen |
| ------------- | ------------- | ---------------------- | --- | --------------------------------- | -------------------------------------- | ---------------- |
| 1. Nov. 1919  | 15. Mai 1920  | Kazimierz Lubomirski   | Gesandter eröffnete die Auslandsvertretung                                                                             | Józef Piłsudski                   | Woodrow Wilson                         | 1922             |
| 1922          |               | Franciszek Jan Pułaski | | Józef Piłsudski                   | Warren G. Harding                      | 1922             |
| 1922          |               | Hipolit Gliwic         | Geschäftsträger | Józef Piłsudski                   | Warren G. Harding                      | 1923             |
| 7. Dez. 1922  | 1923          | Władysław Wróblewski   | | Stanisław Wojciechowski           | Calvin Coolidge                        | 1925             |
| 4. Dez. 1925  |               | Jan Ciechanowski       | | Stanisław Wojciechowski           | Calvin Coolidge                        | 1929             |
| 10. Apr. 1929 |               | Tytus Filipowicz       | Gesandter, ab 4. März 1930 Botschafter                                                                                 | Ignacy Mościcki                   | Herbert Hoover                         | 1932             |
| 17. Jan. 1933 |               | Stanisław Patek        | | Ignacy Mościcki                   | Franklin D. Roosevelt                  | 1935             |
| 29. Mai 1936  |               | Jerzy Józef Potocki    | | Ignacy Mościcki                   | Franklin D. Roosevelt                  | 1940             |
| 15. Dez. 1940 | 6. März 1941  | Michal Kwapiszewski    | Geschäftsträger in London                                                                                              | Władysław Raczkiewicz             | Franklin D. Roosevelt                  |                  |
| 21. Feb. 1941 | 6. März 1941  | Jan Ciechanowski       | Gesandter der Londoner Exilregierung                                                                                   | Władysław Raczkiewicz             | Harry S. Truman                        | 1945             |
| 11. Sep. 1945 | 21. Dez. 1945 | Janusz Żółtowski       | Geschäftsträger, Das Kabinett Truman erkannte die Regierung von Edward Osóbka-Morawski in Warschau am 5. Juli 1945 an. | Edward Osóbka-Morawski            | Harry S. Truman                        | 1945             |
| 13. Dez. 1945 | 4. Feb. 1947  | Oskar Lange            | | Edward Osóbka-Morawski            | Harry S. Truman                        | 1947             |
| 27. Jan. 1947 |               | Józef Winiewicz        | | Bolesław Bierut                   | Harry S. Truman                        | 1955             |
| Nov. 1952     |               |                        | In der Liste des diplomatischen Corps als Volksrepublik Polen aufgeführt                                               | Aleksander Zawadzki               | Harry S. Truman                        |                  |
| 11. Apr. 1955 | 5. Mai 1955   | Romuald Spasowski      | | Aleksander Zawadzki               | Dwight D. Eisenhower                   | 1961             |
| 18. Juni 1961 | 19. Juni 1961 | Edward Drożniak        | | Aleksander Zawadzki               | John F. Kennedy                        | 1966             |
| 31. Aug. 1967 | 12. Sep. 1967 | Jerzy Michałowski      | | Edward Ochab                      | Lyndon B. Johnson                      | 1972             |
| 13. Juli 1971 |               | Ryszard Frackiewicz    | Geschäftsträger | Józef Cyrankiewicz                | Richard Nixon                          |                  |
| 23. Dez. 1971 | 7. Feb. 1972  | Witold Trąmpczyński    | | Henryk Jabłoński                  | Jimmy Carter                           | 1977             |
| 13. Jan. 1978 |               | Stanislaw Pawliszewski | Geschäftsträger | Henryk Jabłoński                  | Jimmy Carter                           |                  |
| 1. Dez. 1977  |               | Bogusław Zych          | Geschäftsträger | Henryk Jabłoński                  | Jimmy Carter                           | 1977             |
| 9. März 1978  | 7. Apr. 1978  | Romuald Spasowski      | | Henryk Jabłoński                  | Jimmy Carter                           | 19. Dez. 1981    |
| 7. Jan. 1982  |               | Zdzisław Ludwiczak     | Geschäftsträger | Henryk Jabłoński                  | Ronald Reagan                          | 1987             |
| 18. Dez. 1987 | 22. März 1988 | Jan Kinast             | | Wojciech Jaruzelski               | Ronald Reagan                          | 1990             |
| 23. Juli 1990 | 7. Aug. 1990  | Kazimierz Dziewanowski | | Lech Wałęsa                       | Bill Clinton                           | 1993             |
| 23. Juni 1994 |               | Jerzy Koźmiński        | | Lech Wałęsa                       | Bill Clinton                           | 2000             |
| 11. Juli 2000 | 5. Sep. 2000  | Przemysław Grudziński  | | Aleksander Kwaśniewski            | Bill Clinton                           | 2005             |
| 26. Sep. 2005 | 3. Okt. 2005  | Janusz Reiter          | | Aleksander Kwaśniewski            | George W. Bush                         | 2008             |
| 22. Apr. 2008 | 6. Juni 2008  | Robert Kupiecki        | | Lech Kaczyński                    | George W. Bush                         | 2012             |
| 28. Sep. 2012 | 14. Jan. 2013 | Ryszard Schnepf        | | Bronisław Komorowski              | Barack Obama                           | 2016             |
| 9. Nov. 2016  |               | Piotr Wilczek          | | Andrzej Duda                      | Barack Obama                           | 2021             |
| 2021          | 2024          | Marek Magierowski      | | Andrzej Duda                      | Joe Biden                              |                  |
| 2024          |               | Bogdan Klich           | Geschäftsträger |                                   |                                        |                  |